# Kommissar Dupin: Bretonische Verhältnisse
Kommissar Dupin – Bretonische Verhältnisse ist ein deutscher Spielfilm aus dem Jahr 2014. Der Kriminalfilm basiert auf dem Roman Bretonische Verhältnisse – Ein Fall für Kommissar Dupin von Jean-Luc Bannalec. Er ist der erste von inzwischen zwölf Bänden der Krimireihe  um Kommissar Dupin, die bereits für das Fernsehen verfilmt wurden. Der Film hatte am 16. April 2014 Premiere in München. Am 24. April 2014 wurde der Film im Fernsehen (ARD) ausgestrahlt und hält sich im Wesentlichen an die Romanhandlung.

## Handlung
Kommissar Dupin wurde aus Paris in die Bretagne strafversetzt. Darüber ist er nicht sehr glücklich, da er nichts mehr verabscheut als Fisch und sonstiges Meeresgetier. Es passiert ein Mord. Im Nachbarort Pont Aven wird der verwitwete 91-jährige Kunstliebhaber Pierre-Louis Pennec in seinem eigenen Hotel, dem legendären Hotel Central, erstochen. Dieses Hotel hatte einst Gauguin und andere Künstlergrößen beherbergt. Geführt wird das Hotel von Francine Lajoux, Pennecs Lebensgefährtin, die den Toten entdeckt hat. Am Anfang ist jeder verdächtig, unter anderen sein schwächlicher Sohn und Erbe Loïc, der die Bienenzucht vorgezogen hat, statt das Hotelgeschäft zu übernehmen, sein Halbbruder André, ein einflussreicher, herrisch auftretender Politiker, Loïcs Frau, dominant und nicht sehr gesprächig, sowie der Hotelkoch, der sich sehr seltsam verhält. Als Dupin den Arzt von Pennec aufsucht, erfährt er, dass der Ermordete todkrank war. Es hätte sofort eine Herzoperation durchgeführt werden müssen. Das lehnte Pennec aber ab. 
In der ersten Nacht nach dem Mord wird am Tatort, der Hotelbar, die Fensterscheibe eingeschlagen, ohne dass sich irgendwelche weiteren Spuren ergeben. Dupin vermutet, dass sich unter den Kopien, die in der Hotelbar hängen, ein bisher unentdecktes Original verbirgt, und zieht die Kunstsachverständige Morgane Cassel zu Rate. Dieser fällt ein Gemälde besonders auf. Es ähnelt dem Bild Die Vision nach der Predigt von Paul Gauguin und trägt auch dessen Züge. Morgane überlegt, ob es sich bei dem Bild um eine bisher unentdeckte zweite Version des Bildes handeln könnte, die Gauguin erschuf. Da das Bild aber nicht genügend alt erscheint, um von Gauguin gemalt worden zu sein, kann es sich allenfalls um eine Kopie handeln. Den Wert für das echte Bild schätzt die Kunsthistorikerin auf 30 bis 40 Millionen Euro. 
Nachdem Kommissar Dupin und Morgane die versteckte Signatur FSPB im unbekannten Gauguin-Gemälde gefunden haben, fährt Kommissar Dupin direkt zum Kunstmuseum von Frédéric und stellt ihn zur Rede. Bei FSPB hat Kommissar Dupin direkt an Frédéric Simon Pascal Beauvois gedacht. Der gibt sofort zu, dass er für den Einbruch in die Hotelbar und den Austausch der Bilder verantwortlich ist. Er zeigt Kommissar Dupin sowie Morgane ein Gemälde mit dem gleichen Motiv wie dem des unbekannten Gauguin-Gemäldes in der Hotelbar. Allerdings stellt er sehr schnell klar, indem er das Gemälde zerstört, dass es sich auch bei diesem Bild um eine Kopie handelt. Den Irrtum, seine Kopie anstelle des Originals gegen eine Kopie vom Maler Gilbert Sonnheim ausgetauscht zu haben, habe er erst viel zu spät bemerkt. Beauvois wird verhaftet.
Am nächsten Tag wird Loïc Pennec tot am Fuße einer Klippe am Strand gefunden. 
Da Kommissar Dupin in dem Bild ein Mordmotiv sieht, konzentriert er seine weiteren Untersuchungen noch mehr auf das Original-Gemälde und befragt mit Ausnahme des inzwischen verstorbenen Loïc Pennec alle Hauptverdächtigen noch einmal gezielt zu dem Bild. Obschon ihm gegenüber keine der Personen bei der ersten Befragung das Bild und seinen Wert erwähnt hatte, stellt sich heraus, dass jeder darüber Bescheid wusste. Das Bild habe vor über 100 Jahren Pennecs Großmutter Marie-Jeanne Pennec als Dank für die Gastfreundlichkeit von Gauguin erhalten, der zur damaligen Zeit Gast im Hotel Central gewesen sei.
Kommissar Dupin macht sich zusammen mit Morgane auf die Suche nach dem Originalbild. Er erinnert sich, dass sich auf zwei der Grundstücke Pierre-Louis’ eine Art Schuppen befindet. Sie durchsuchen beide Schuppen und in einem der Schuppen finden sie das gesuchte Originalbild. 
Dupin beruft alle Verdächtigen in die Villa von Catherine Pennec ein und konfrontiert sie mit der Wahrheit. 
In der Mordnacht habe Loïc vom Vorhaben seines Vaters erfahren, das Gemälde an ein Museum in Paris stiften zu wollen. Es kommt zu einem Streit zwischen beiden. Loïc dreht durch und ersticht im Affekt seinen Vater. Weil er nicht weiß, was er machen soll, ruft er seine Frau Catherine an. Sie sagt ihm, was er zu tun hat. Loïc tauscht das Gemälde gegen die Kopie aus, die sein Vater seit Jahren in einem anderen Raum des Hotels aufbewahrt. Dann ruft Catherine André an. Sie gibt ihm das Gemälde und fordert ihn auf, das Gemälde vorübergehend zu verstecken und so schnell wie möglich zu verkaufen. Andre kann sich dagegen nicht wehren, denn er ist seit Jahren von der Familie erpressbar. Vor 15 Jahren hat er im Suff den Hotelkoch zum Krüppel gefahren. Wenn das bekannt werden würde, wäre seine Karriere als Politiker beendet. Also macht André mit. Loïc bekommt mit der Zeit ein schlechtes Gewissen und will gestehen. Catherine erschlägt ihn mit einer Stabtaschenlampe und wirft ihn die Klippen hinunter.

## Produktionshintergrund

### Entstehung
Bretonische Verhältnisse ist eine Produktion der filmpool fiction GmbH (Produzenten: Iris Kiefer, Mathias Lösel) im Auftrag der ARD Degeto für Das Erste. Als Regisseur wurde Matthias Tiefenbacher verpflichtet. Das Drehbuch schrieben Gernot Gricksch und Martin Ess. Die Redaktion lag bei Katja Kirchen (ARD Degeto).

### Dreharbeiten
Die Dreharbeiten fanden an Originalschauplätzen in der Bretagne statt.

## Rezeption
Rainer Tittelbach meinte, der Film sei nicht sehr ambitioniert, aber entspannt und auf sympathische Weise altmodisch erzählt. Quotenmeter.de urteilte: „Eine deutsche Produktion macht’s auf Französisch – und zeigt trotz einiger auffälliger Mängel solide Krimikost“.